# Rhetinolepis
Rhetinolepis là một chi thực vật có hoa trong họ Cúc (Asteraceae).

## Loài
Chi Rhetinolepis gồm các loài: